# 1965 a jogalkotásban
1965-ben az alábbi jogszabályokat alkották meg:

## Magyarország

### Törvények (2)
- 1965. évi I. törvény 	 a Magyar Népköztársaság 1965. évi költségvetéséről
- 1965. évi II. törvény 	 a magyar nép felszabadulása történelmi jelentőségének törvénybe iktatásáról

### Törvényerejű rendeletek (25)
- Forrás: Törvényerejű rendeletek teljes listája (1949 - 1989)

- 1965. évi 1. törvényerejű rendelet 	 a Genfben, 1930. június 7-én megkötött váltójogi egyezmények kihirdetéséről [megjelent: Magyar Közlöny, 1965. január 24., 1965. évi 6. szám, p. 39-58.]
- 1965. évi 2. törvényerejű rendelet 	 a Genfben, 1931. március 19-én megkötött csekkjogi egyezmények kihirdetéséről (jan. 24.)
- 1965. évi 3. törvényerejű rendelet 	 a mezőgazdasági lakosság általános jövedelemadójáról szóló törvényerejű rendeletek módosításáról (jan. 25.)
- 1965. évi 4. törvényerejű rendelet 	 a New Yorkban, 1961. március 30-án kelt Egységes Kábítószer Egyezmény kihirdetéséről (jan. 27.)
- 1965. évi 5. törvényerejű rendelet az Állami Díj, a Kossuth-díj, a Magyar Nép-köztársaság Kiváló Művésze és a Magyar Népköztársaság Érdemes Művésze kitüntető címek adományozásáról szóló 1963. évi 36. tvr. módosításáról (febr. 28.)
- 1965. évi 6. törvényerejű rendelet 	 az Országos Termelőszövetkezeti Tanács feladatának és szervezetének megállapításáról, valamint megyei termelőszövetkezeti tanácsok szervezéséről
- 1965. évi 7. törvényerejű rendelet 	 a gyermektartási kötelezettség tárgyában hozott határozatok elismeréséről és végrehajtásáról szóló, Hágában, 1958. április 15-én aláírt egyezmény kihirdetéséről
- 1965. évi 8. törvényerejű rendelet 	 a tanácsszervek tevékenységének továbbfejlesztéséről
- 1965. évi 9. törvényerejű rendelet 	 a Magyar Népköztársaság Kormánya és az Osztrák Szövetségi Kormány között Budapesten, 1964. évi november hó 11. napján kötött állat-egészségügyi egyezmény kihirdetéséről
- 1965. évi 10. törvényerejű rendelet 	 a Magyar Népköztársaság és az Osztrák Köztársaság között a közös államhatár láthatóságának biztosításáról és az ezzel összefüggő kérdések szabályozásáról Budapesten, 1964. október 31-én aláírt szerződés kihirdetéséről
- 1965. évi 11. törvényerejű rendelet 	 a Magyar Népköztársaság és az Osztrák Köztársaság között a közös államhatáron előforduló események kivizsgálásával kapcsolatos eljárásról Budapesten, 1964. október 31-én aláírt szerződés kihirdetéséről
- 1965. évi 12. törvényerejű rendelet 	 a dolgozók társadalombiztosítási nyugdíjáról szóló 1958. évi 40. törvényerejű rendelet egyes rendelkezéseinek módosításá
- 1965. évi 13. törvényerejű rendelet 	 a Magyar Népköztársaság 1964. évi költségvetésének végrehajtásáról
- 1965. évi 14. törvényerejű rendelet 	 a nemesfém tárgyakról és fémjelzésükről
- 1965. évi 15. törvényerejű rendelet 	 a kisajátításról
- 1965. évi 16. törvényerejű rendelet 	 a Magyar Népköztársaság Kormánya és a Csehszlovák Szocialista Köztársaság Kormánya között a nemzetközi közúti fuvarozás tárgyában Budapesten 1964. évi október hó 17. napján aláírt Egyezmény kihirdetéséről
- 1965. évi 17. törvényerejű rendelet 	 a mezőgazdasági lakosság általános jövedelemadójáról szóló törvényerejű rendeletek kiegészítéséről
- 1965. évi 18. törvényerejű rendelet 	 a Magyar Népköztársaság és a Belga Királyság között Brüsszelben 1965. február 11-én aláírt kulturális együttműködésről szóló egyezmény kihirdetéséről
- 1965. évi 19. törvényerejű rendelet 	 a mezőgazdasági rendeltetésű földek védelméről szóló 1961. évi VI. törvény kiegészítéséről
- 1965. évi 21. törvényerejű rendelet 	 az 1960. évi 22. törvényerejű rendelet kiegészítéséről
- 1965. évi 22. törvényerejű rendelet 	 a diplomáciai kapcsolatokról Bécsben, 1961. április 18-án aláírt nemzetközi szerződés kihirdetéséről
- 1965. évi 23. törvényerejű rendelet 	 a vízgazdálkodási társulatokról
- 1965. évi 24. törvényerejű rendelet 	 a középfokú oktatási intézményekről
- 1965. évi 25. törvényerejű rendelet 	 a Magyar Népköztársaság Kormánya és a Jugoszláv Szocialista Szövetségi Köztársaság Kormánya között a kishatárforgalom szabályozásáról Budapesten 1965. augusztus 9-én aláírt egyezmény kihirdetéséről

### Egyéb fontosabb jogszabályok

#### Miniszteri rendeletek
- 1/1965. (I. 24.) IM rendelet a váltójogi szabályok szövegének közzétételéről [1]
- 5/1965. (III. 28.) IM rendelet a kunhegyesi járásbíróság megszüntetéséről
- 7/1965. (VI. 20.) IM rendelet egyes járásbíróságok megszüntetéséről
- 5/1965. (VII. 16.) MM rendelet A színházak és színházjellegű intézmények egyes művészeti munkaköreiben alkalmazott dolgozók munkaviszonyáról
- 11/1965. (VIII. 3.) PM rendelet A nemesfémtárgyakról és fémjelzésükről szóló 1965. évi 14. törvényerejű rendelet végrehajtásáról
- 13/1965. (X. 1.) PM rendelet a borforgalmi adóról
- 10/1965. (XII. 16.) IM rendelet a sümegi járásbíróság megszüntetéséről
- 11/1965. (XII. 22.) IM rendelet a budapesti XXI. és XXII. kerületi bíróság összevonásáról